# Camènes
Pour les articles homonymes, voir Camenes.
Cet article possède un paronyme, voir Kamen.
 (septembre 2022).

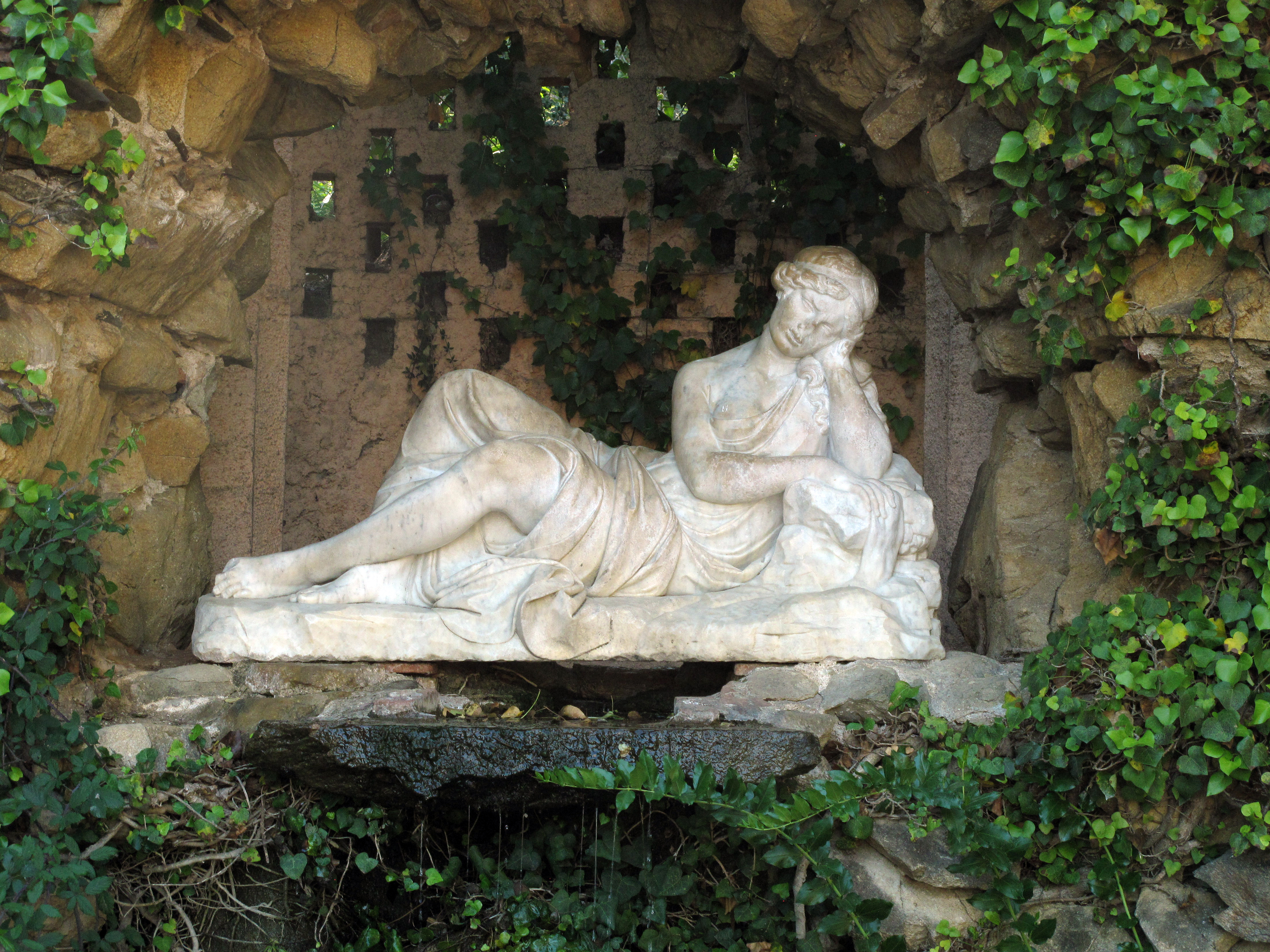
Statue d'Egeria, une des quatre Camènes, dans le jardin d'Horta à Barcelone

Les Camènes (en latin Camenae ou Camoenae) sont les nymphes des sources et des bois dans la religion romaine archaïque. On les assimile par la suite aux Muses grecques. Égérie, Carmenta, Antevorta (ou Anteverta, ou Prorsa, ou Porrima), la « fée de l'avenir », et Postvorta (ou Postverta, ou Postuorta, ou Postuerta, et on trouve aussi s au lieu de t comme avant-dernière lettre), la « fée du passé », sont ainsi des Camènes.

## Description
Les Camènes font partie du groupe des divinités archaïques, esprits des montagnes, des bois, des eaux, que la religion latine dissémine au sein de la nature. Parmi les divinités des eaux, celles qui président aux fleuves sont représentées comme des génies masculins, celles des sources comme des puissances féminines. La langue latine donne à ces dernières le nom de « Lymphes » (Lymphae) qui cessa ensuite d'être utilisé en faveur de son synonyme grec Νύμφαι (nymphae).
Les Camènes n'exercent pas, comme Fontus ou Juturna, une sorte d'empire sur les sources en général. Leur culte, originaire du Latium, peut-être d'Aricia, était localisé depuis l'époque de Numa dans une région voisine de la porte Capène, près de l'endroit où Q. Fabius Verrucosus dédia un temple à l'Honneur divinisé (-233). Plus tard, M. Marcellus, le vainqueur de Syracuse, le transforme en double temple de l'Honneur et de la Vertu,.
Là, se trouvaient les sources des Camènes, groupées autour de la plus connue d'entre elles, Égérie. C'est là, disait-on, que Numa tenait ses colloques nocturnes avec les nymphes révélatrices, et qu'il avait reçu dans ses mains le bouclier sacré envoyé du ciel, dont il confia la garde aux Saliens. On disait que le vieux roi sabin y avait dédié aux Camènes un temple de bronze qui avait été transporté dans le temple de l'Honneur et de la Vertu, et qu'Égérie avait quitté ces lieux pour Aricie après la mort de Numa. C'était encore à la fontaine d'Égérie ou des Camènes que les Vestales allaient puiser l'eau vive exigée par leur liturgie,,,.
Le nom et le rôle multiple des Camènes dans la légende s'expliquent par leur caractère de nymphes. Mais il faut, pour saisir les associations d'idées créées par l'imagination populaire, rappeler une croyance commune aux religions de la Grèce et de l'Italie. Cette croyance, surabondamment constatée par l'histoire de la divination, est que l'eau possède un pouvoir magique: la propriété d'éveiller chez les êtres intelligents le sens prophétique. Aussi, les nymphes passaient-elles pour douées de divination. Elles pouvaient même communiquer cette faculté aux hommes, en suspendant chez eux l'exercice normal de l'intelligence. De là s'entend que les Grecs appelaient « possédés des nymphes » (νυμφόληπτοι) et les Latins « lymphatiques » (lymphatici) ceux dont les troubles psychologiques passaient pour avoir cédé la place à la faculté prophétique.
C'est par cette idée qu'il faut expliquer les attributions mythologiques des Camènes. Et d'abord leur nom, Camenae signifie « déesses des Incantations » (carmina), « oracles » ou « formules magiques ». L'esprit utilitaire des Romains ne séparait guère la divination de la magie et pensait que la science surnaturelle devait conduire à l'action surnaturelle, dans l'idée que les principes découverts grâce à la divination permettaient de pratiquer la magie. Prophétie et magie sont les attributs spéciaux de toutes ces divinités qui, engagées dans le même fonds de légendes, ne sauraient avoir de physionomie bien distincte ; Camesene ou Camasene, sœur ou femme de Janus et mère du Tibre; Canens, fille de Janus et femme de Picus; enfin Carmenta ou Carmentis, dont il sera question plus loin.
L'emploi que l'instinct le plus populaire assigne le plus volontiers à la puissance surnaturelle est la guérison des maladies. La source des Camènes partagea longtemps avec celles d'Égérie et de Juturna la réputation de rendre la santé aux malades.
En leur qualité de prophétesses et de magiciennes, les nymphes pourraient être doublement utiles lors des accouchements. On leur demandait de hâter la délivrance par leurs charmes et de fixer par leur science divinatoire la destinée de l'enfant. Les Camènes ont été délaissées pour cette fonction, qui devint celle de Carmenta ou Carmentis, et de leur compagne Égérie. 
La déesse Camène intervenait, selon Augustin d'Hippone, pour apprendre aux enfants à chanter.
Elles avaient joué le même rôle près de Rome naissante ; elles ne l'avaient pas vue naître, mais elles avaient coopéré à sa constitution religieuse, car l'œuvre de Numa Pompilius avait été inspirée jusque dans ses moindres détails par Égérie et les Camènes.
L'inspiration poétique tient de si près à la divination que les nymphes «chantantes» devinrent naturellement les déesses de la poésie le jour où les Romains apprirent à distinguer entre les rythmes poétiques et les formules d'enchantement (carmina). Les Muses grecques, dont elles tinrent désormais la place dans la mythologie latine, étaient, comme elles, les nymphes des fontaines, attachées aux sources de l'Olympe, de l'Hélicon et du Parnasse.
Les Camènes durent leur nouvelle dignité littéraire au premier propagateur de l'art grec, Livius Andronicus de Tarente. Moins d'un siècle après, les Camènes avaient déjà un temple bâti (sans-doute) par le collège des poètes, et dans lequel ceux-ci s'élevaient des statues. Du moins on rapporte que le poète Lucius Accius y était représenté dans des proportions qui contrastaient singulièrement avec sa petite taille. Plus tard, les poètes latins délaissent les nymphes indigènes et retournent aux Muses grecques. Le nom des Camènes revient encore de temps à autre sous leur plume, mais à titre de synonyme. La différence originelle s'efface si bien, qu'ils appellent parfois du nom de Camènes les Muses d'Hippocrène ou de Libethra.
L'identification des Camènes avec les Muses dut modifier sensiblement le type primitif fourni par la religion nationale. Il n'était guère possible de les associer, comme par le passé, aux divinités souterraines, Tacita-Muta (la muette) ou Lala-Larunda (la bavarde), qu'une ancienne tradition identifiait avec les Camènes et, d'autre part, la légende n'avait plus assez de vitalité pour se prêter aux retouches.
Le fait que les Camènes étaient filles de Jupiter ou qu'Hyménée était fils d'une Camène, ne pouvait laisser penser qu'elles étaient les compagnes d'Égérie. De là, une adaptation incomplète qui laisse aux Camènes une physionomie indécise, copie manquée de la gracieuse et noble figure des Muses grecques.

### Sources
- Dans la forme qui lui a été donnée le 10 mars 2007, cet article est la reproduction littérale de l'article Camenae in Charles Victor Daremberg et Edmond Saglio, Dictionnaire des Antiquités grecques et romaines, p.857 & p.858, sur le site de l'Université de Toulouse ;
- (en) Samuel Ball Platner et Thomas Ashby, A Topographical Dictionary of Ancient Rome, Camenae, sur le site LacusCurtius.